# Élection présidentielle américaine de 1932 en Pennsylvanie
L'élection présidentielle américaine de 1932 en Pennsylvanie a lieu le 8 novembre 1932, comme dans les 47 autres États qui composent alors les États-Unis. Les électeurs pennsylvaniens choisissent des grands électeurs pour les représenter dans le collège électoral à travers un vote populaire. La Pennsylvanie dispose en 1932 de 36 grands électeurs. L'État donne l'ensemble de ses grands électeurs au candidat du Parti républicain, le président des États-Unis sortant Herbert Hoover. 
Le candidat vainqueur de ce scrutin dans tout le pays sera néanmoins le candidat démocrate Franklin Delano Roosevelt, qui succédera à Hoover le 4 mars 1933. 